# Fourqueux
Fourqueux è un comune francese di 4 367 abitanti situato nel dipartimento degli Yvelines nella regione dell'Île-de-France.

## Società

### Evoluzione demografica
Abitanti censiti